# Prinds Christian Augusts Minde
Prinds Christian Augusts Minde, auch Prindsen genannt, ist eine sozialhistorisch bedeutsame Gebäudeanlage im Stadtzentrum Oslos. Sie entstand 1809 und wurde nach dem dänischen Statthalter in Norwegen, Prinz Christian August, benannt. Sie befindet sich in der Storgata 36. Seit 1927 steht das älteste Gebäude, der  Mangelsgård, unter Denkmalschutz. Im Herbst 2009 wurde die gesamte Anlage vom Riksantikvaren, der obersten norwegischen Denkmalschutzbehörde, unter Schutz gestellt.

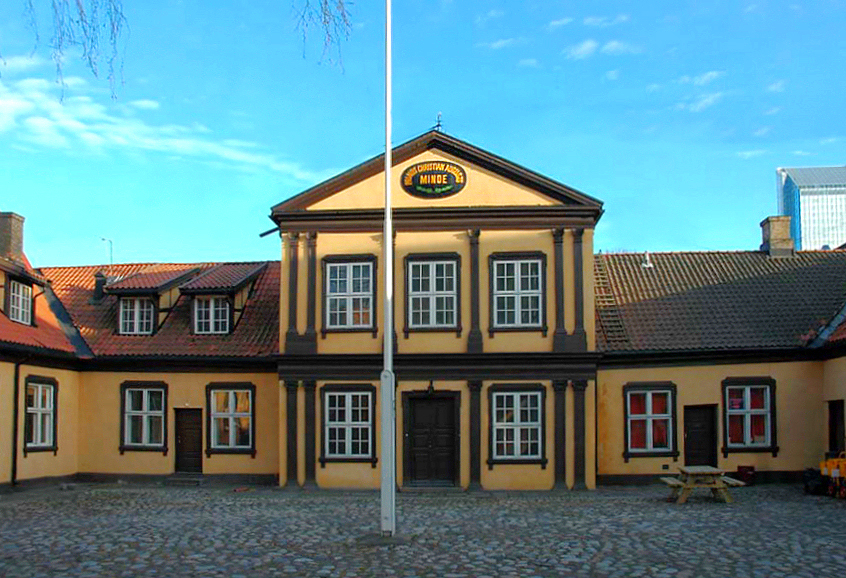
Der Mangelsgården im Prinds Christian Augusts Minde, 2007

## Mangelsgården

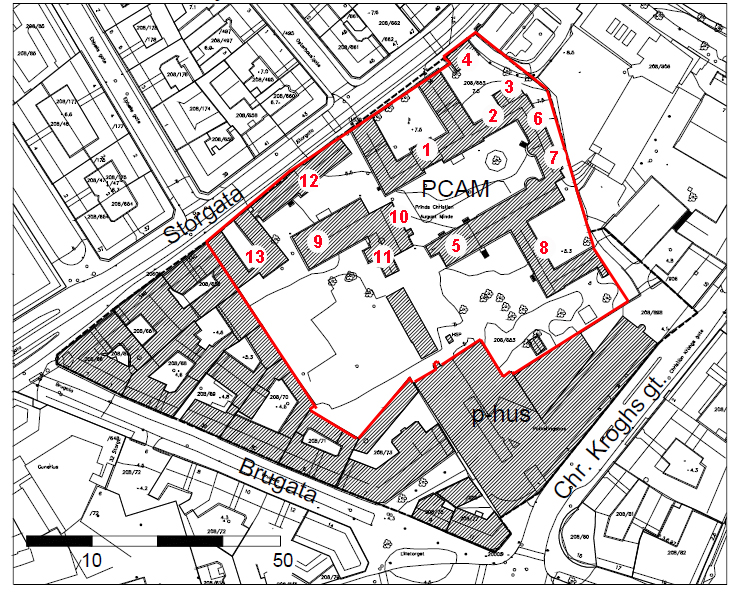
Karte von Prinds Christian Augusts Minde mit Umgebung
Roter Rahmen = Von der Denkmalbehörde Riksantikvaren geschütztes Gebiet
Gebäude: 1) Mangelsgårdens Hauptgebäude. 2) Mangelsgårdens Nordflügel, Psychiatrie. 3) Mangelsgårdens Nebengebäude. 4) Mangelsgårdens Waschküche. 5) Armenkrankenhaus. 6) Christiania Asyl. 7) Männerabteilung des Asyls 8) Frauenabteilung des Asyls 9) Fabrikgebäude 10) Fabrikgebäude, Seitenflügel mit Kirchensaal. 11) Maschinen- und Kühlhaus 12) Wäscherei 13) Einzelhandel

Prindsen wurde in den 1670er Jahren als Landsitz angelegt. Die U-formige Gebäudeanlage Mangelsgården (Nr. 1 auf der Karte) ist der älteste Teil des Ensembles. Das Hauptgebäude des Mangelsgård stammt aus der Zeit um 1698, wurde aber 1770 stark umgebaut. Optisch hob sich die Anlage stark von der umgebenden Vorstadt Fjerdingen ab. Durch die großzügig gestaltete Gartenanlage mit ihren Brunnen, Teichen und Pavillons wurde der massige Eindruck jedoch abgeschwächt.
Der erste bekannte Eigentümer war der in Deutschland geborene General Hans Ernst von Tritzschler (1647–1718). Der nächste Eigentümer, General Fredrik Ferdinand Hausmann (1693–1757), ließ den Garten mit Fischteichen, Pavillons und Nutzpflanzen anlegen. Vor dem Hauptgebäude wurden in dieser Zeit Orangen- und Lorbeerbäume kultiviert, und so galt das Anwesen als eines der schönsten der Stadt. König Fredrik V. wohnte hier, als er 1749 Christiania besuchte. Später kaufte General Johan Mangelsen (1694–1769) den Landsitz und gab ihm damit seinen Namen.

## Arbeitsanstalt
Im Jahre 1809 gründete eine Gruppe wohlhabender Bürger Christianias die wohltätige Stiftung „Prinds Christian Augusts Minde“ (deutsch: „Zum Gedenken an Prinz Christian August“) zu Ehren des dänischen Offiziers und Statthalters in Norwegen Christian August (1768–1810), der im Begriff war, Norwegen zu verlassen. Ziel der Stiftung war es, bedürftige und arbeitslose Menschen zu unterstützen. Die Zahl der Bedürftigen war stark gestiegen, sodass das Zuchthaus der Stadt nur noch als reines Gefängnis diente und nicht länger als Arbeits- und Disziplinaranstalt für Landstreicher fungierte.
Die Stiftung kaufte 1812 den Mangelsgård und richtete in dem Gebäude eine Spinnerei ein. Im Jahre 1819 hatte sich die Anlage als Arbeitshaus etabliert. Arme und Arbeitslose konnten hier bezahlte Arbeit finden. Prinzipiell sollte die Arbeit freiwillig sein, doch gab es von Anfang an auch Zwangseinweisungen. So wurde Prindsen schnell eine Anlaufstelle für Bedürftige, Behinderte und Menschen, die nicht in der Lage waren ihren Lebensunterhalt zu bestreiten. Darüber hinaus wurden hier Kinder untergebracht, die keine Familie hatten oder jemanden der für sie sorgen konnte.
Die hauptsächlichen Arbeiten in der Anstalt waren Spinnen, Weben, Steinmetzarbeiten und das Aufwinden alter Taue. Zudem wurden die Arbeiter als billige Arbeitskräfte an Dritte verliehen.
Nach einer Weile erwies sich der Mangelsgård als zu klein und es wurden mehrere neue Gebäude angebaut. 1833 wurde das Fabrikgebäude (Architekt: Christian Heinrich Grosch, Nr. 9 auf der Karte) und 1856 die Wäscherei (Nr. 12) in Betrieb genommen.

## Psychiatrie
In der Osloer Gemeinde Aker gab es seinerzeit schon eine psychiatrische Klinik, das Oslo Hospital. Es wurde von einer sogenannten Stiftsdireksjon verwaltet, einem Kontrollorgan aus Bischöfen und leitenden Beamten der Regionalverwaltung. Hier wurden die Patienten untergebracht, die man nicht mehr zur Arbeit zwingen konnte. Das Hospital konnte von Christiania mitbenutzt werden, allerdings gab es dort nur wenige Plätze, die darüber hinaus noch kostspielig für die Gemeinde waren. So erhielt Christiania 1829 eine eigene psychiatrische Abteilung mit neun Plätzen im Nordflügel von Mangelsgården (Nr. 2 auf der Karte). Schon im Jahr 1834 wurde der Psychiatrieflügel um eine Etage aufgestockt, da mehr Betten benötigt wurden. Über die Behandlungsmethoden dort ist wenig bekannt.
Im Jahr 1848 gab es in Norwegen ein erstes Gesetz zum Umgang mit psychischen Krankheiten, das die Unterbringung, das Personal und die Behandlung regelte. Unter anderem erhielten Ärzte das Vorrecht der Behandlung – ohne dass sie zwingend eine bessere fachliche Kompetenz aufwiesen als die bisherigen Betreiber der Anstalt. Es mussten nun umfassende Verbesserungen vorgenommen werden, sodass die Anstalt 1850 die gesetzliche Anerkennung erhalten konnte. Im folgenden Jahrzehnt kamen weitere Anbauten hinzu (Nr. 6–8). Zu Spitzenzeiten war die Psychiatrie mit 120 Plätzen belegt.
Die Gemeinde hielt bis 1905 an der Einrichtung fest, dann übernahm das Dikemark Krankenhaus in Asker die männlichen Patienten; 1908 wurden auch die weiblichen Patienten verlegt und die Anlage geschlossen.

## 19. Jahrhundert

Gemälde von Christian Krogh: Albertine im Warteraum des Polizeiarztes

1840 wurde das Armenkrankenhaus (Nr. 5 auf der Karte) in die Umgebung eingegliedert, hinter dem Mangelsgård. Diese Funktion hatte es nur für kurze Zeit. Später wurde es unter anderem in ein Altersheim und eine Frauenabteilung der Psychiatrie und des Arbeitshauses umgewandelt. Von 1886 bis 1898 gab es eine Krankenhausabteilung für Frauen mit Geschlechtskrankheiten.
Es gab eine Zeit, in der ein Polizeiarzt Untersuchungräume für Prostituierte der Umgebung hatte. Es kann sein, dass Christian Krohg, der sein Atelier in der Nähe hatte, daher die Inspiration für sein Gemälde “Albertine I politilægens venteværelse” (Albertine im Warteraum des Polizeiarztes) bekam.
Bevor das Storting, das Parlament von Norwegen, sein eigenes Gebäude bekam, fanden deren Versammlungen jedes dritte Jahr in der Oslo katedralskole statt. Während dieser Perioden nutzte die Schule den Mangelsgård für ihre Aktivitäten.

## 20. Jahrhundert
Die Psychiatrie im Prindsen wurde 1908 aufgelöst. Nach einer Weile gab es auch Änderungen bezüglich der Klientel, die zum Arbeitshaus gehörte. Das Landstreichergesetz (løsgjengerloven) und dessen Bestimmungen über Zwangsarbeit waren trotzdem bis 1970 gültig. Inzwischen wurde 1915 eine staatliche Anstalt, das Opstadt tvangsarbeidshus (Opstadt Zwangsarbeitshaus), in der Region Jæren eröffnet. So wurde diese Abteilung des Prindsen nach und nach geschlossen und stattdessen ein Schutzhaus und Rehabilitierungszentrum für Süchtige etabliert. Viele der Werkstätten wurden noch bis Ende der 1970er Jahre betrieben.
1927 wurde der Mangelsgård unter Denkmalschutz gestellt.
Um 1930 wurde ein funktionalistisches Holzgebäude (Nr. 13 auf der Karte) errichtet, welches Einzelhandelsgeschäfte enthielt. Diese dienten als Ersatz für die abgerissenen Geschäfte namens Youngstorget basarene, als das Folketeater auf dem Platz Youngstorget gebaut wurde.

## 2000er
Nach Umbauten dient das Gebiet unter anderem als Altenheim, zum betreuten Wohnen, als Sitz sozialer Institutionen und als Übernachtungsmöglichkeit. Die Prindsenkjøkkenet (Prindsenküche), die die zentrale Küche des Arbeitshauses von 1833 war, wurde bis 2006 betrieben. In den Einzelhandelsgeschäften auf dem Gelände befinden sich Gebrauchtwarenhändler und Fair-Trade-Geschäfte auf non-profit-Basis. Der Gewinn aus diesen Geschäften geht an Entwicklungsprojekte. Ein weiterer Betreiber ist die Kirkens Bymisjon (Kirchliche Stadtmission, ein Diakonienetzwerk). Sie haben das Projekt Batteriet ins Leben gerufen, das die Armut in Norwegen bekämpft.
Zeitweise verwaltete der Stadtteil Grünerløkka (damals Grünerløkka-Sofienberg genannt) das Gebiet. Das Logo des Stadtteils enthält immer noch eine Zeichnung des Mangelsgård. Mehrere kleinere Aktivitäten des kulturellen und gesellschaftlichen Lebens fanden während dieser Zeit statt. Es wurden jedoch nur wenige Ausbesserungsarbeiten an den Gebäuden des Mangelsgården vorgenommen, so dass diese und der Außenbereich weiterhin verfielen. Seit 2004 verwaltet Omsorgsbygg KF die Anlage. Allerdings haben Mieterhöhungen viele Mieter ausziehen lassen.
Im Jahr 2006 gründete sich der Verein Prindsens venner (Prindsenfreunde).
Im Sommer 2007 wurden temporäre Containerbauten hinter den Geschäften aufgebaut. Hier ist nun der Drogenkonsumraum der Stadt untergebracht. Diese Einrichtung war sehr umstritten.
Das Byantikvar Oslo als die städtische Denkmalbehörde legte 2006 einen Plan vor um das gesamte Gebiet des Mangelsgården unter Denkmalschutz zu stellen. Thon Eiendom, die die gesamte angrenzende Bebauung in der Brugata besitzt, legte 2005 und 2009 einen Regulierungsvorschlag zur Privatisierung vor. Das Riksantikvar sprach sich beide Male gegen den Vorschlag aus, auf Grund von Protesten seitens des Kulturvernhold. Im Herbst 2009 stellte das Riksantivar das Gebiet unter Denkmalschutz.
Im September 2012 wurde einem neuen Bebauungsplan des Stadtviertels zugestimmt, der auch Veränderungen des Prindsen-Grundstücks beinhaltet.

## Das Armenviertel
Prinds Christian Augusts Minde wird auch unter der Bezeichnung De fattiges kvartal (das Armenviertel) geführt. Hier fanden seit 200 Jahren Aktivitäten bezüglich Bedürftiger und gesellschaftlich ausgestoßener Menschen statt. So gesehen ist das Gebiet ein Gegenpol zu den Gebäuden und Orten, die normalerweise geschützt sind und auf deren Erhalt Wert gelegt wird.
Architektonisch schottet sich die Anlage nach außen ab, da die Bedürftigen und psychisch kranken Menschen nicht gesehen werden sollten. Trotz Änderungen der gesellschaftlichen Verhältnisse blieb diese Abschottung erhalten. Dies machte Prindsen einzigartig in Norwegen. Auf diesen Sachverhalt legen die Behörden wert.